# Adam Worth
Pour les articles homonymes, voir Worth.
 (août 2024).
Si vous disposez d'ouvrages ou d'articles de référence ou si vous connaissez des sites web de qualité traitant du thème abordé ici, merci de compléter l'article en donnant les références utiles à sa vérifiabilité et en les liant à la section « Notes et références ».
Adam Worth (1844-8 janvier 1902) est un criminel d'origine allemande. Robert Anderson, un détective de Scotland Yard, lui donna un surnom, le « Napoléon du monde criminel ». Arthur Conan Doyle se serait inspiré de Worth pour créer l'adversaire de Sherlock Holmes, le Professeur Moriarty, surnommé le « Napoléon du Crime ».

## Famille et jeunesse
Adam Worth naît en Allemagne dans une famille juive, en 1844, dont l'orthographe originale du nom pourrait être « Werth ». Alors qu'il est âgé de cinq ans, sa famille part s'installer à Cambridge aux États-Unis où son père exerce le métier de tailleur En 1854, il se sauve de chez lui et part à Boston puis s'installe en 1860 à New York où il travaille comme vendeur dans un grand magasin pendant un mois.
Lorsqu'éclate la guerre de Sécession, il ment à propos de son âge et s'enrôle dans l'armée de l'Union. Worth sert dans le 2nd New York heavy Artillery, Battery L (qui sera ensuite renommé 34th New York Battery) où il est promu sergent après quelques mois. Il est blessé lors de la  seconde bataille de Bull Run le 30 août 1862 et est envoyé au Georgetown Hospital (en) de Washington, D.C.. À l'hôpital, il apprend qu'il a été porté sur la liste des « morts au combat », il en profite et disparaît.

## Carrière criminelle
Worth devient un bounty jumper (en) ; il s'engage dans divers régiments sous plusieurs faux noms, recevant sa solde, il part au combat puis déserte. Lorsque la Pinkerton National Detective Agency commence à le pister, comme beaucoup d'autres gens qui utilisent aussi cette méthode, il fuit vers New York et va à Portsmouth.
Après la guerre, Worth devient pickpocket à New York. Il y fonde son propre gang de pickpockets puis commence à organiser des cambriolages. Il est arrêté en train de voler l'argent de la caisse d'un train de l'Adams Express Company (en) et est condamné à trois ans d'emprisonnement à la prison de Sing Sing. Il s'échappe quelques semaines plus tard et reprend sa carrière de criminel.
Worth commence à travailler pour la célèbre receleuse Fredericka Mandelbaum aussi connue pour être l'organisatrice d'actions criminelles. Avec son aide, il se lance dans le cambriolage de banques et de magasins vers 1866 et finalement commence à planifier ses propres coups. En 1869, il aide Mandelbaum à faire évader Charley Bullard de la prison de White Plains grâce à un tunnel.
Avec Bullard, Worth cambriole la chambre forte de la Boylston National Bank à Boston le 20 novembre 1869, encore une fois grâce à un tunnel creusé depuis un magasin à proximité. La banque alerte l'agence Pinkerton qui enquête alors sur le transport du coffre que Worth et Bullard avait utilisé pour amener le butin à New York. Worth décide alors de partir pour l'Europe avec Bullard.

## Exploits en Europe
Bullard et Worth vont à Liverpool. Bullard sous l'identité de Charles H. Wells, un pétrolier texan. Tandis que Worth se fait passer pour l'homme d'affaires Henry Judson Raymond, il gardera ce nom pendant plusieurs années. Ils commencent à se disputer les faveurs d'une barmaid nommée Kitty Flynn qui finira par apprendre leurs vraies identités. Elle deviendra la femme de Bullard mais ne délaissera pas Worth pour autant. En octobre 1870, Kitty donne naissance à une fille, Lucy Adeleine, et sept ans plus tard à une autre fille appelée Katherine Louise. La paternité des deux filles est sujette à caution. Il est possible que Kitty elle-même l'ignore mais Bullard et Worth prétendent tous les deux être le père. William Pinkerton pensait que les enfants de Kitty étaient tous les deux d'Adam Worth.
Quand les Bullard seront en lune de miel, Worth commence à cambrioler des prêteurs sur gage locaux. Il partage le butin avec Bullard et Flynn quand ils reviennent et, ensemble, ils vont tous les trois à Paris en 1871.
À Paris, les forces de police sont encore dans la confusion après les événements de la Commune. Worth et ses associés fondent un bar américain ; un bar-restaurant au rez-de-chaussée et un tripot à l'étage. Comme les jeux d'argent étaient illégaux, les tables de jeux étaient faites de façon qu'elles puissent se replier dans les murs et le plancher. Une sirène devait être actionnée depuis le rez-de-chaussée pour alerter la clientèle avant la perquisition de la police. Worth forme une nouvelle bande d'associés, dont certains sont ses anciens camarades de New York.
Allan Pinkerton, le fondateur de l'agence de détective Pinkerton, visite les lieux en 1873, mais Worth le reconnaît. La police perquisitionnera le bar de nombreuses fois et Worth et les Bullard décident d'abandonner le restaurant. Worth utilisera cet endroit pour la dernière fois pour escroquer un diamantaire et ils fileront tous les trois pour Londres.

## Le maître du crime londonien

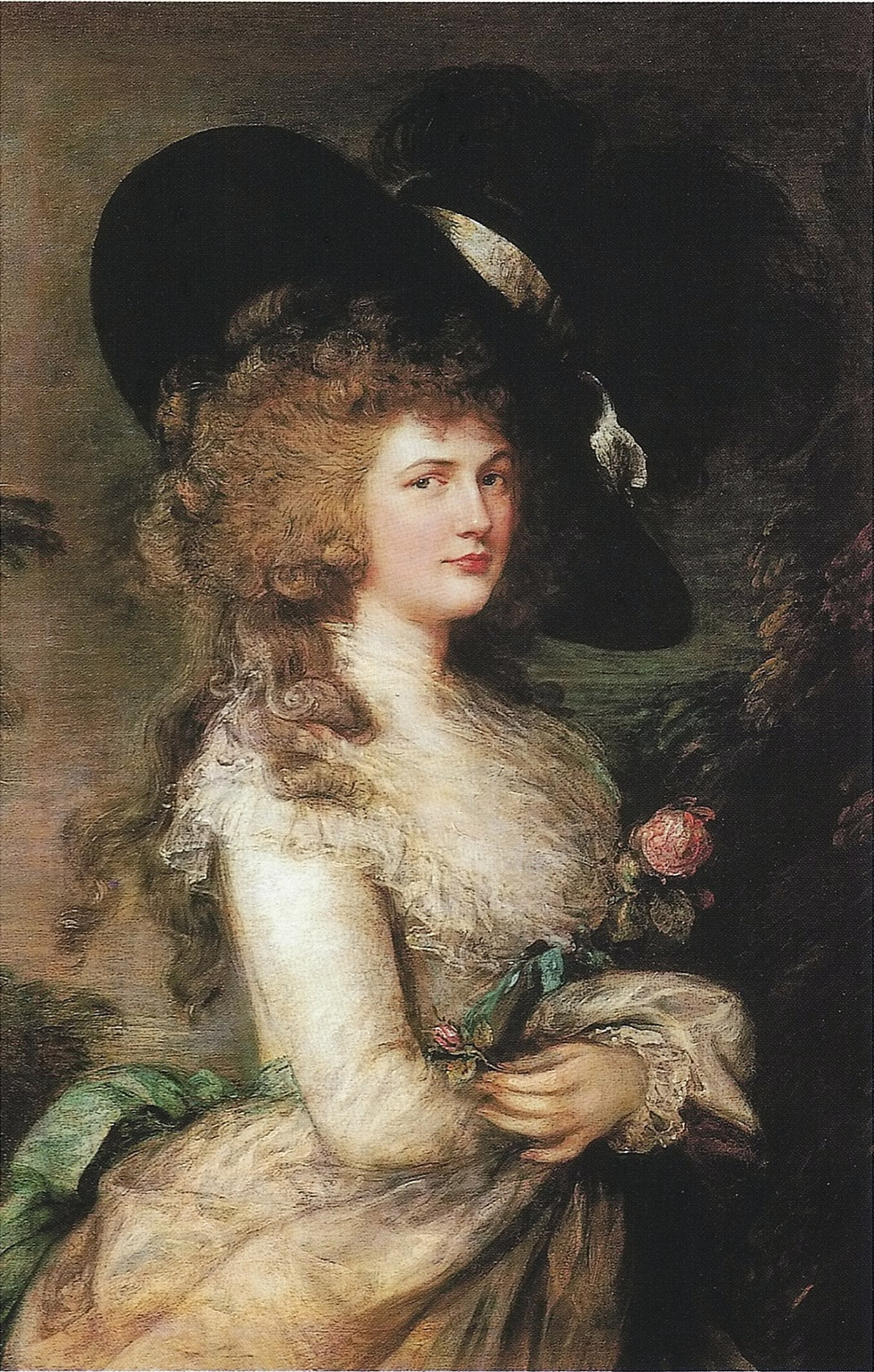
Georgiana, Duchess of Devonshire, par Thomas Gainsborough, 1787, volé par Worth en 1876.

En Angleterre, Worth et ses associés achètent West Lodge à Clapham Common. Ils louent également un appartement dans le quartier de Mayfair et rejoignent la haute société. Il forme son propre réseau criminel et organise quelques cambriolages d'envergure avec la complicité de plusieurs intermédiaires. Ceux qui travaillaient dans ses plans ne connaissent jamais son véritable nom. Il insiste pour que ses subordonnées ne fassent jamais usage de la violence.
Finalement Scotland Yard apprend l'existence de son réseau mais n'est pas capable, au début, de prouver quoi que ce soit. L'inspecteur John Shore fait de l'arrestation de Worth une affaire personnelle.
Les choses commencent à mal tourner quand le frère de Worth est envoyé encaisser un faux chèque à Paris, il est arrêté et extradé vers l'Angleterre. Worth trouve le moyen de le faire disculper et le renvoie aux États-Unis. Quatre de ses associés sont arrêtés à Constantinople pour avoir diffusé de fausses lettres de crédit et il doit débourser des sommes considérables pour acheter les juges et la police. Bullard devient de plus en plus violent à mesure que son alcoolisme empire, et il part finalement pour New York, suivi peu après par Kitty.
En 1876, Worth vole personnellement le tableau, récemment redécouvert, de Thomas Gainsborough, représentant la Duchesse du Devon, au musée londonien Agnew & Sons avec l'aide de deux associés. Il gardera le tableau avec lui et n'essayera pas de le vendre. Les deux hommes qui l'ont assisté dans le vol, Junka Phillips et Little Joe, s'impatientent. Phillips essaye de le faire parler du vol en présence d'un informateur de la police et Worth le vire. Worth donne à Little Joe de l'argent pour retourner aux États-Unis où il essaye de cambrioler l'Union Trust Company. Il est arrêté et parle à l'agence Pinkerton. Ils alertent Scotland Yard mais ils ne peuvent toujours rien prouver.
Worth gardait le tableau avec lui-même quand il voyageait et organisait de nouveaux vols. Finalement il décide de voyager en Afrique du Sud où il vole pour 500 000 $ de diamants non taillés. De retour à Londres, il fonde la Wynert & Company qui vendit les diamants moins cher que la concurrence.
Dans les années 1880, Worth épouse Louise Margaret Boljahn, toujours en utilisant le nom de Henry Raymond et ils eurent un garçon Henry et une fille Beatrice. Il est possible que sa femme ignorait sa véritable identité. Il passe illégalement le tableau aux États-Unis et le laisse là-bas.

## Erreur et arrestation
En 1892, Worth décide de visiter la Belgique où Bullard est en prison. Il travaillait avec Max Shinburn, le rival de Worth, quand la police belge les capture tous les deux. En Belgique il entend dire que Bullard est mort récemment.
Le 5 octobre, Worth improvise un vol de chariot de livraison d'argent à Liège avec deux associés inexpérimentés, l'un d'eux était l'Américain Johnny Curtin. Le vol tourne mal et la police le capture sur les lieux du crime tandis que les deux autres s'échappent.
En prison, Worth refuse de dévoiler son identité et la police belge demande de l'aide aux polices étrangères. Le New York City Police Department et Scotland Yard l'identifièrent en tant que Worth bien que la Pinkerton n'ait rien dit. Max Shinburn, maintenant emprisonné en Belgique, révèle à la police tout ce qu'il sait. En prison, Worth n'eut aucune nouvelle de sa famille mais reçut une lettre de Kitty Flynn, qui lui offrit de financer sa défense.
Le procès de Worth a lieu le 20 mars 1893. Le procureur se sert de tout ce qu'il savait sur Worth. Celui-ci nie catégoriquement avoir quelque chose à voir avec des activités criminelles, il prétend que le dernier vol avait été un acte stupide motivé par le manque d'argent, que toutes les autres accusations, y compris celles de la police britannique et américaine, sont de simples ouï-dire. Il prétend que sa richesse provient de jeux d'argent légaux. Finalement, Worth est condamné à sept ans pour vol et envoyé à la prison de Louvain.
Durant sa première année de détention, Shinburn embauche d'autres détenus pour passer Worth à tabac. Plus tard, Worth entend dire que Johnny Curtin, qui était supposé prendre soin de sa femme, l'a séduite et abandonnée. Elle perd la raison et est internée dans un asile. Les enfants sont pris en charge par son frère John aux États-Unis.

## Libération et dernières années
Worth est libéré prématurément pour bonne conduite en 1897. Il retourne à Londres et vole 4 000 £ à un diamantaire pour obtenir des fonds. Quand il rend visite à sa femme, elle peine à le reconnaître. Il part pour New York et rend visite à ses enfants. Puis il rencontre William Pinkerton, à qui il raconte en détail les évènements de sa vie. Le manuscrit que Pinkerton écrivit après le départ de Worth est toujours conservé dans les archives de l'agence Pinkerton à Van Nuys en Californie.
Grâce à la Pinkerton, Worth arrange le retour du tableau de la Duchesse du Devon à l'Agnew & Sons en échange de 25 000 $. Le tableau et le paiement sont échangés à Chicago le 28 mars 1901. Worth retourne à Londres avec ses enfants et passe le reste de sa vie avec eux. Son fils profitera d'un accord entre son père et William Pinkerton pour commencer une carrière de détective à la Pinkerton.
Adam Worth meurt le 8 janvier 1902. Il est enterré dans le cimetière de Highgate dans une fosse commune sous le nom de Henry J. Raymond. Une petite pierre tombale fut posée pour désigner son lieu de repos en 1997 par la Jewish American Society pour la préservation de son histoire.

## Dans la culture populaire
Michael Caine joue Adam Worth dans le film Deux Farfelus à New York. Worth y est correctement décrit comme un cerveau criminel, mais les évènements de l'histoire ne sont pas fondés sur les faits réels.
Les saisons 3 et 4 de Sanctuary présentent Worth comme un vaurien. Il a une deuxième personnalité diabolique, prétendument racontée par le roman L'Étrange Cas du docteur Jekyll et de M. Hyde. La seule chose que cette version de Worth partage avec l'original Worth est son nom, étant donné qu'il y est décrit comme un scientifique irlandais fou qui essaye de détruire d'abord Londres puis la Terre elle-même.
Il apparaît également dans la bande dessinée Professeur Bell.